# Mairie de Clichy (metropolitana di Parigi)
Mairie de Clichy è una stazione della linea 13 della metropolitana di Parigi.
Si trova nel comune di Clichy.

## La stazione
La stazione è stata inaugurata nel 1980.
Nel 2017 è risultata essere la quarantaduesima stazione della rete metropolitana di Parigi in termini di frequentazione, con 7107063 accessi diretti.